# 库尼奥利
库尼奥利（義大利語：Cugnoli），是意大利佩斯卡拉省的一个市镇。总面积15平方公里，人口1601人，人口密度106.7人/平方公里（2009年）。ISTAT代码为068017。